# غابرييل جوستينو
غابرييل جوستينو هو لاعب كرة قدم برازيلي في مركز الهجوم، ولد في 17 سبتمبر 1998 في ساو باولو في البرازيل. لعب مع أتلتيكو يوفنتوس.